# Retorno de Jesus à Galileia

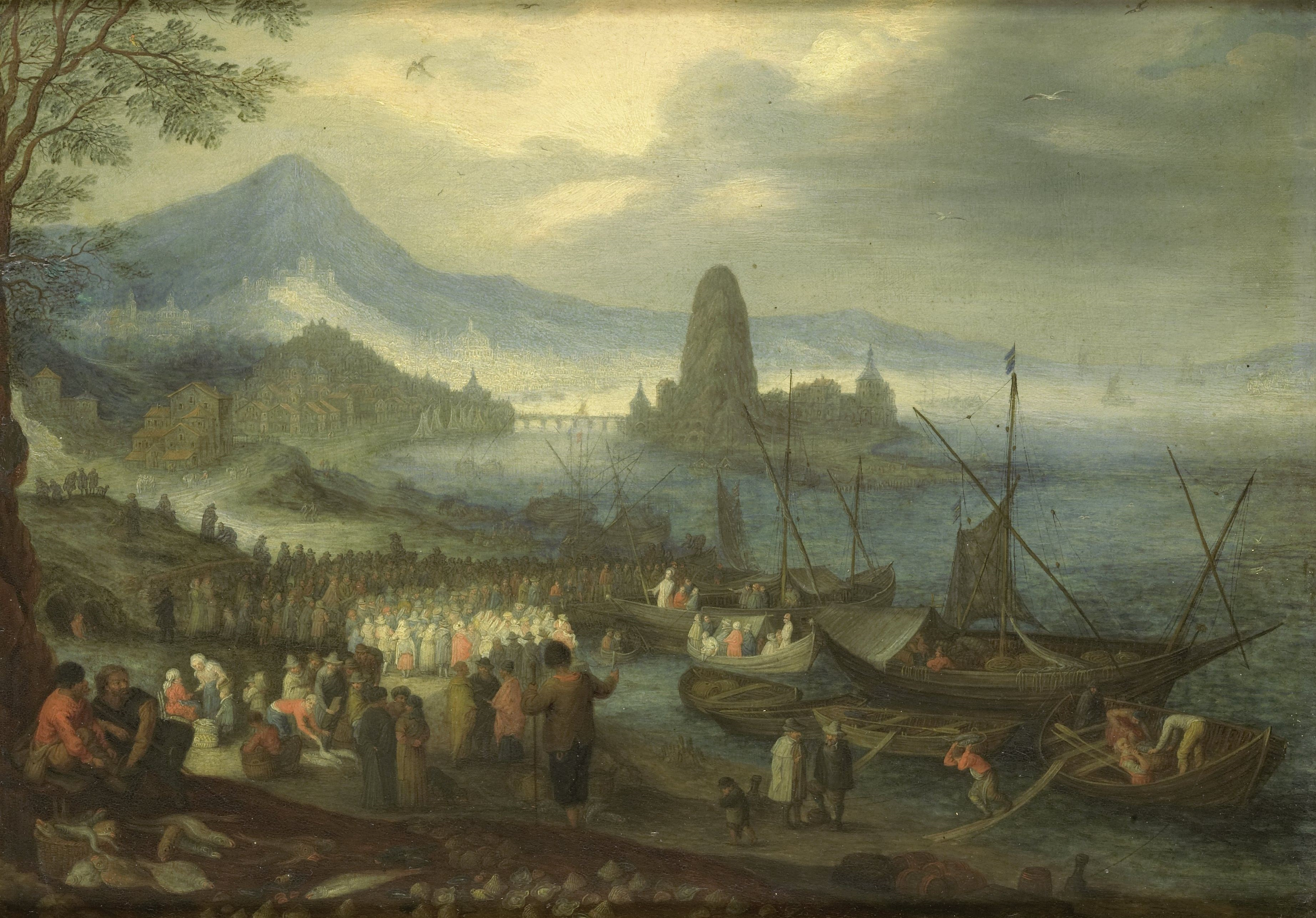
Jesus pregando no Mar da Galileia.
Séc. XVII. Por Jan Brueghel, o Velho, atualmente no Rijksmuseum, de Amsterdã.

O retorno de Jesus à Galileia é um episódio da Vida de Jesus que aparece em três dos evangelhos canônicos (Mateus 4:12; Marcos 1:14 e João 4:1–3). Ele relata o retorno de Jesus para a região da Galileia após a prisão de João Batista.
De acordo com o Evangelho de João:
| “ | «Quando, pois, o Senhor soube que os fariseus tinham ouvido dizer que ele, Jesus, fazia e batizava mais discípulos que João (se bem que Jesus mesmo não batizasse, mas sim seus discípulos), deixou a Judeia e voltou para a Galileia.» (João 4:1–3) | ” |

No Evangelho, este episódio ocorre logo após o Batismo e a Tentação de Jesus, marcando o começo do seu ministério na Galileia, conforme ele inicia sua pregação na região (Mateus 4).